# Rivka Rinn
Rivka Rinn (Tel-Aviv, 1950. –) izraeli fotó- és videóművész, művészeti oktató. Művészete a sebesség költészete, mely élete egyik legmeghatározóbb élményéből, a rendkívül gyakori utazásból merít ihletet. Izraelben töltött gyermekkora után éveket élt Olaszországban, Ausztriában és Németországban.

## Életútja
Rivka Rinn 1950-ben kibucban született Tel-Avivban, majd itt nevelkedett. Bár élete során több országban élt, gyökereihez mindig hű maradt, szülőhazájába rendszeresen visszatér.
Művészeti tanulmányait Bécsben az Iparművészeti Egyetem (Universität für angewandte Kunst) festő osztályában 1976-ban kezdte, és 1980-ban szerzett diplomát.
Már a következő két évben, 1981-ben és 1982-ben alkalma volt a Salzburgi Nemzetközi Nyári Akadémián asszisztensként tanítani. Az intézmény az Oskar Kokoschka által 1953-ban alapított „Schule des Sehens” (Látás Iskolája) folytonos hagyományára épül, és így Európa legrégibb, legnevesebb és legtöbb diákot fogadó nyári művészeti akadémiája. Mivel Rivka Rinn művészete éppen a vizuális információ felfogásának, feldolgozásának módját és ezeknek a folyamatoknak a sebességhez való viszonyát elemzi, az intézmény akkori igazgatója, Barbara Wally (de) 2001 és 2007 között minden évben meghívta professzornak Rivka Rinnt.
1986-ban a művész életének fő színtere Firenze lett, ahol 1994-ig élt. Azt, hogy mennyire csak fő színtér volt ez a város, ahol az utazások közt nyugvópontot lehetett találni, mutatja az a tény is, hogy eközben 1986-tól 1988-ig Rivka Rinn Bécsben az Iparművészeti Egyetemen Oswald Oberhuber professzor mellett asszisztensként működött. Hosszabb ideig élt Rómában is. 
Rivka Rinn 2002-töl 2008-ig az Innsbrucki Egyetem építész karának vendégprofesszora volt. 2005-ben az Aldrans közelében található Bartenbach Lichtakademie oktatója volt. 2007-ben meghívást kapott Kínába, ahol Beijing-ben a Central Academy of Fine Art vendégprofesszoraként oktatott.
2007-ben jelölték az Európai Tudományos és Művészeti Akadémia tagságára.
A művész 2000 óta Berlinben él és dolgozik.

## Alkotásai
Rivka Rinn a sebesség és a vizuális észlelés kapcsolatát elemzi. Érdeklődése természetesen fakad életútjából. Nem azért utazik, hogy fényképeket készíthessen mozgó járművekből. Sokkal inkább a fénykép segítségével igyekszik megragadni napi életének pillanatait, azokat a látványokat, melyeket élete részének érez, de a mozgó járműből igazán észlelni sincs ideje. Mire a tovatűnő táj képe az agyban emlékképeket, emóciókat idéz, addigra tova is suhant, és a jármű ablakán más látvány tárul fel, éppoly gyorsan mozogva és felfoghatatlanul.
A művész témaválasztását azzal indokolja, hogy felgyorsult világban élünk, rohanunk, mely megváltoztatja, újszerűvé teszi észlelésünk. A személyes idő és tér globális idővé és térré válik. Szeretnénk megélni, azonban nincsen időnk megragadni életünk pillanatait, de ezeket a fényképezőgép lencséje úgy tudja kikristályosítani, ahogy soha nem látjuk őket a valóságban.
Színes fénypontok a városi élet absztrakt rajzolatává válnak a hosszú expozícióval készült éjszakai képeken. A száguldó vonat ablaka előtt elsuhanó táj metamorfózisa során a körvonalak felbomlanak, elmosódott csíkokat húznak, míg az agyban rögzített kép lehetne akár egy festmény emléke is. Ez a gondolat a vezérfonala a Rivka Rinn által vezetett workshopoknak, melyek során a hallgatókat a mozgás észlelésétől a festmény alkotásáig vezeti el.
Felszállás és érkezés pillanatai, tájak és városok madártávlatból, kondenzcsíkok és felhők absztrakt esztétikája személytelenségében mégis az emberről szól Rivka Rinn művészetében. Ragaszkodás az élet pillanataihoz, és a kényszerű elválás poétikája tükröződik a művekben.

## Válogatott kiállítások
- 2016 It’s not what you see, Galerie Poll, Berlin (solo)
- 2011 Panta Rei, Galerie Kampl, Munich (solo)
- 2010 Art Basel, Artelier Gallery, Basel
- 2009 Photo-Installation (permanent exhibition), Andel’s Hotel, Berlin (solo)
- 2009 Helden Frauen – Frauen Helden, Hofburg Innsbruck
- 2007 VideoFusion 1, Studiora Contemporaneo, Rome
- 2007 Galerie UBR, Salzburg (solo)
- 2006 The Targetti Light Art Collection, Museum für Architektur, Moscow; Kunst Licht-Licht Kunst, ZKM Karlsruhe; IX. Biennale di Havanna, Cuba
- 2005 Loop 2005, HotelSants, Barcelona
- 2005 Julie M. Gallery, Tel Aviv; Neue Galerie – Johanneum Museum, Graz; Identity, Goethe-Institute Brussels (solo)
- 2004 The Collection space – Jüdisches Museum, Berlin (solo)
- 2004 Nuit Blanche,Video Projections, Paris; The Artelier Editions, Austrian Cultural Forum, Prague; Mehr Licht, Museum für Angewandte Kunst (MAK), Vienna
- 2003 Light Art at the Chelsea Art Museum, New York; Städtische Galerie, Sindelfingen / Städtische Galerie Tuttlinge; PhotoEspania 03, Madrid; Das Recht des Bildes, Museum Bochum; Arles-Rencontre de la Photograhie, Arles
- 2003 The Collection space – Jüdisches Museum, Berlin (solo)
- 2002 Stories of 2002 Nights, Brigitte March Galerie, Stuttgart; ArtLight project, Center for Contemporary Art, Ujazdowski Castle, Warsaw; Fetisch-Medien, Schüppehauer Galerie, Colgne
- 2001 Ex machina / ueber die zersetzung der fotografie, Neue Gesellschaft für Bildende Kunst (NGBK), Berlin; The Targetti Art Light Collection, Sainte Chapelle, Paris
- 2000 Durchreise, Künstlerhaus Bethanien, Berlin; Heimat Kunst, Haus der Kulturen der Welt, Berlin; Una Strada per l’Arte, Assoc. Via Borgognona, Roma Video Circle; Haus der Kulturen der Welt, Berlin
- 1999 The Biennale of Photography, Museum del Imagen, Mexico City; Tatort, Galerie Brigitte March, Stuttgart; Münsterland Galerie, Emsdetten; Internationales Kunstforum Drewen, Brandenburg; Painting Now, Galerie Schuppenhaur, Cologne; Video Project, Neukölln Museum, Berlin
- 1999 Photo Park, Kampl Galerie, Munich; Photo-Installation Stiefelkönig (permanent exhibition), Ljubljana (solo)
- 1998 Positionen Israels, Kunsthaus Berlin; Poseidons Auge, Kulturwochen, Linz; Kunst ohne Unikat, Steirischer Herbst, Künstlerhaus, Graz
- 1997 I. Biennale Johannesburg, SA; Art Club Berlin, European Art Forum, Berlin
- 1997 Time Station, Georg-Kolbe-Museum, Berlin; Neue Galerie am Landesmuseum Joanneum, Graz (solo)
- 1996 Station Deutschand, Künstlerhaus Bethanien, Berlin; Wahrnehmung, Schüppenhauer Galerie, Cologne
- 1995 Common Instincts-Familiar Senses, Hubertus Wunschik Galerie, Düsseldorf
- 1995 Akademie der Künste, Berlin (solo)
- 1994 Susanne Albrecht Galerie, Munich; Photo Installation, Kunstverein, Düsseldorf (solo)
- 1994 Translucent Writing, Neuberger Museum, Puchase, New York; USF Contemporary, Tampa, Florida
- 1993 Landschaften-Reisenbilder, Susanne Albrecht Galerie, Munich
- 1993 Büro Orange, Siemens AG, Munich (solo)
- 1992 Internationale Malerwochen, Neue Galerie, Graz; Passage dans une ruine potentielle, Rue Pradier, Paris; Grita Insam, Dorotheum, Vienna
- 1991 Consacrazione, Santa Maria del Carmine, Florence
- 1990 Villa Romana, Florence (solo)
- 1987 Trama, Caixa des Pensions, Sala Moncada, Barcelona (with Albert Giros); Salama Caro Gallery, London (solo)
- 1985 Art Brazil Gallery, Sao Paulo; Julie M. Gallery, Tel Aviv (solo)
- 1985 Myths, Artists’ House, Jerusalem; Museum für Angewandte Kunst, Vienna
- 1984 Julie M. Gallery, Tel Aviv; Gimmel Gallery, Jerusalem (solo)
- 1983 Intervento Omochromico, Gravina, Italien